# Oxalis europaea
Oxalis europaea là một loài thực vật có hoa trong họ Chua me đất. Loài này được Jord. mô tả khoa học đầu tiên năm 1854.